# Haarlemmerliede en Spaarnwoude
Haarlemmerliede en Spaarnwoude () est une ancienne commune néerlandaise en province de Hollande-Septentrionale.
La commune est constituée des villes, villages et districts de Haarlemmerliede, Halfweg, Penningsveer, Spaarndam (partiellement), Spaarnwoude et Vinkebrug.